# Joanne Ciconte
Joanne Ciconte (Melbourne, 16 december 2008) is een Australisch autocoureur.

## Carrière

### Karting
Ciconte begon haar autosportcarrière in het karting in 2020 in Australië. Zij bleef vooral rijden in haar thuisland, waarin een 22e plaats in de KA3 Junior-klasse in 2023 haar beste resultaat was. Dat jaar werd zij tevens door de FIA, het Formule 1-team van Ferrari en Iron Dames uitgenodigd om deel te nemen aan het scoutingsprogramma FIA Girls on Track – Rising Stars, maar verloor hier in de finale van Alba Hurup Larsen.

### Formule 4
In 2024 stapte Ciconte over naar het formuleracing. Zij begon het jaar in de AFO4-klasse van de Australian Formula Open in het eerste weekend op de Sandown Raceway bij het team Tim Macrow Racing, waar zij in alle drie de races tweede werd. Vervolgens reed zij in het eerste weekend van het Australisch Formule 4-kampioenschap voor Formula Race Academy op The Bend Motorsport Park, waar twee zevende plaatsen haar beste resultaten waren. Later dat jaar maakte zij de overstap naar Europa en nam zij deel aan het raceweekend op het Automotodrom Brno van het CEZ Formule 4-kampioenschap bij het team AS Motorsport, met een vierde plaats als beste race-uitslag. Zij beëindigde het jaar in de laatste twee raceweekenden van het Spaans Formule 4-kampioenschap bij het team DXR by Drivex als gastcoureur. Een twintigste plaats op het Circuit de Barcelona-Catalunya was haar beste resultaat.
In 2025 begon Ciconte het jaar in de Formula Winter Series bij het team AKM Motorsport. Zij reed enkel in de eerste twee raceweekenden, waarin een zestiende plaats in haar laatste race op het Circuit Ricardo Tormo Valencia haar beste prestatie was.

### F1 Academy
In 2025 maakt Ciconte haar debuut in de F1 Academy bij MP Motorsport.